# Triángulo Norte de Centroamérica

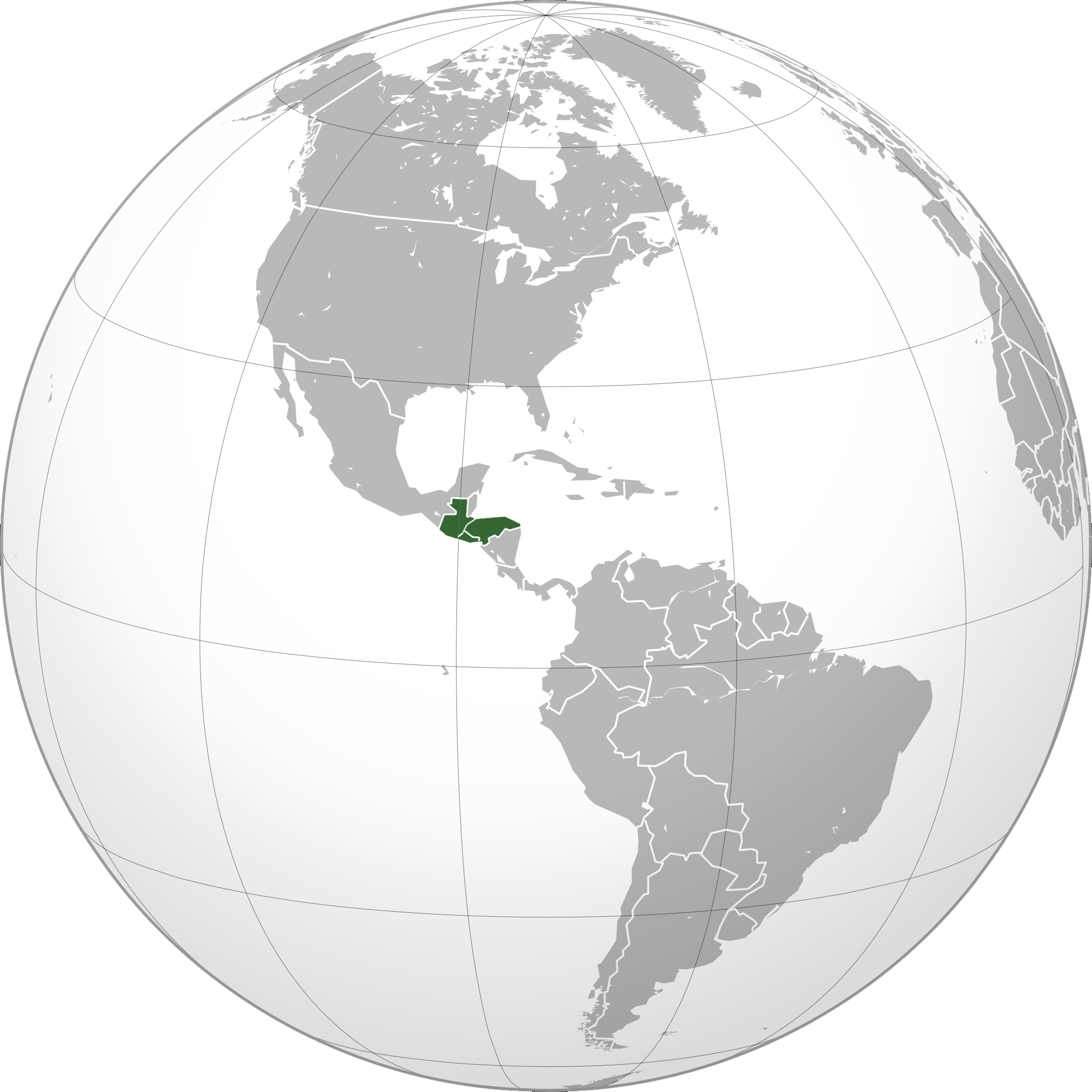
Triángulo Norte de Centroamérica: Guatemala, Honduras y El Salvador

El Triángulo Norte de Centroamérica es el nombre con el que se conoce a los tres países centroamericanos de Guatemala, Honduras y El Salvador por su integración económica. Tienen firmados acuerdos comerciales con Colombia, los Estados Unidos y México. El acuerdo con México tiene como precedente el Plan Puebla Panamá.

## Demografía
La estructura de edad en el Triángulo Norte revela una población predominantemente joven, con una alta proporción de personas menores de 30 años. Esta característica demográfica tiene implicaciones importantes para las políticas de educación, empleo y desarrollo social.

### Guatemala
Aproximadamente el 60% de la población tiene menos de 30 años. La alta tasa de natalidad y una estructura poblacional joven plantean desafíos y oportunidades significativas. La necesidad de ampliar la infraestructura educativa y las oportunidades de empleo es crucial para aprovechar el "bono demográfico" y evitar problemas asociados con el desempleo juvenil y la subempleo. La mayoría de la población guatemalteca se concentra en las áreas urbanas, particularmente en la Ciudad de Guatemala y su área metropolitana. Esta urbanización está acompañada por un crecimiento acelerado en las zonas periurbanas y una migración rural-urbana significativa. La rápida urbanización en Guatemala ha llevado a la expansión de la infraestructura urbana, pero también a desafíos en términos de servicios públicos, vivienda y transporte. La falta de planificación adecuada puede conducir a problemas como la congestión del tráfico y la expansión descontrolada de barrios marginales.

### El Salvador
En El Salvador, alrededor del 50% de la población tiene menos de 30 años. A pesar de los esfuerzos por mejorar las condiciones económicas y sociales, el país enfrenta desafíos relacionados con la integración de esta población joven en el mercado laboral y la provisión de educación de calidad. En El Salvador, la población también está altamente urbanizada, con aproximadamente el 70% de los salvadoreños viviendo en áreas urbanas. San Salvador, la capital, es el principal centro económico y cultural, atrayendo a personas de todo el país en busca de mejores oportunidades. La urbanización en El Salvador ha generado una demanda creciente de servicios públicos y de infraestructura.

### Honduras
En Honduras, cerca del 55% de la población tiene menos de 30 años. La juventud de la población presenta oportunidades para el crecimiento económico. La población hondureña muestra una tendencia creciente hacia la urbanización, con aproximadamente el 60% viviendo en áreas urbanas. Tegucigalpa y San Pedro Sula son los principales centros urbanos, donde se concentran gran parte de las actividades económicas y servicios. En Honduras, la urbanización ha generado tanto oportunidades como desafíos, las áreas urbanas están experimentando un crecimiento acelerado, lo que requiere una planificación y una inversión adecuadas en infraestructura y servicios para manejar la demanda creciente y evitar problemas asociados con la expansión descontrolada.

## Economía
En términos económicos, los países del Triángulo Norte han hecho progresos considerables. El Salvador, Guatemala y Honduras han experimentado un crecimiento económico moderado en la última década. En El Salvador, el gobierno ha implementado una serie de políticas para mejorar la inversión y la infraestructura. La adopción del Bitcoin como moneda de curso legal en 2021, aunque controversial, ha colocado al país en el centro de la discusión sobre la digitalización de la economía. Este experimento busca diversificar las fuentes de ingreso y atraer inversiones tecnológicas.
Guatemala, por su parte, ha visto un crecimiento en sectores clave como la agricultura, infraestructura urbana y el turismo. La promoción de la producción sostenible y el ecoturismo ha permitido al país atraer inversiones en áreas menos tradicionales y diversificar su economía. En 2023, el crecimiento del Producto Interno Bruto (PIB) alcanzó niveles superiores al promedio regional, reflejando una recuperación económica post-pandemia y una creciente confianza de los inversores. La Ciudad de Guatemala y su área metropolitana son el principal centro económico del país, con una economía diversa que incluye el comercio, finanzas y servicios más grande de la región.
Honduras también ha avanzado en su desarrollo económico. La implementación de zonas de empleo y desarrollo (ZEDE) busca promover un entorno empresarial más favorable, atrayendo inversión extranjera y fomentando la creación de empleo. Aunque el impacto de estas zonas ha sido objeto de debate, han creado oportunidades significativas para la economía local y regional.

## Reformas Sociales y Derechos Humanos

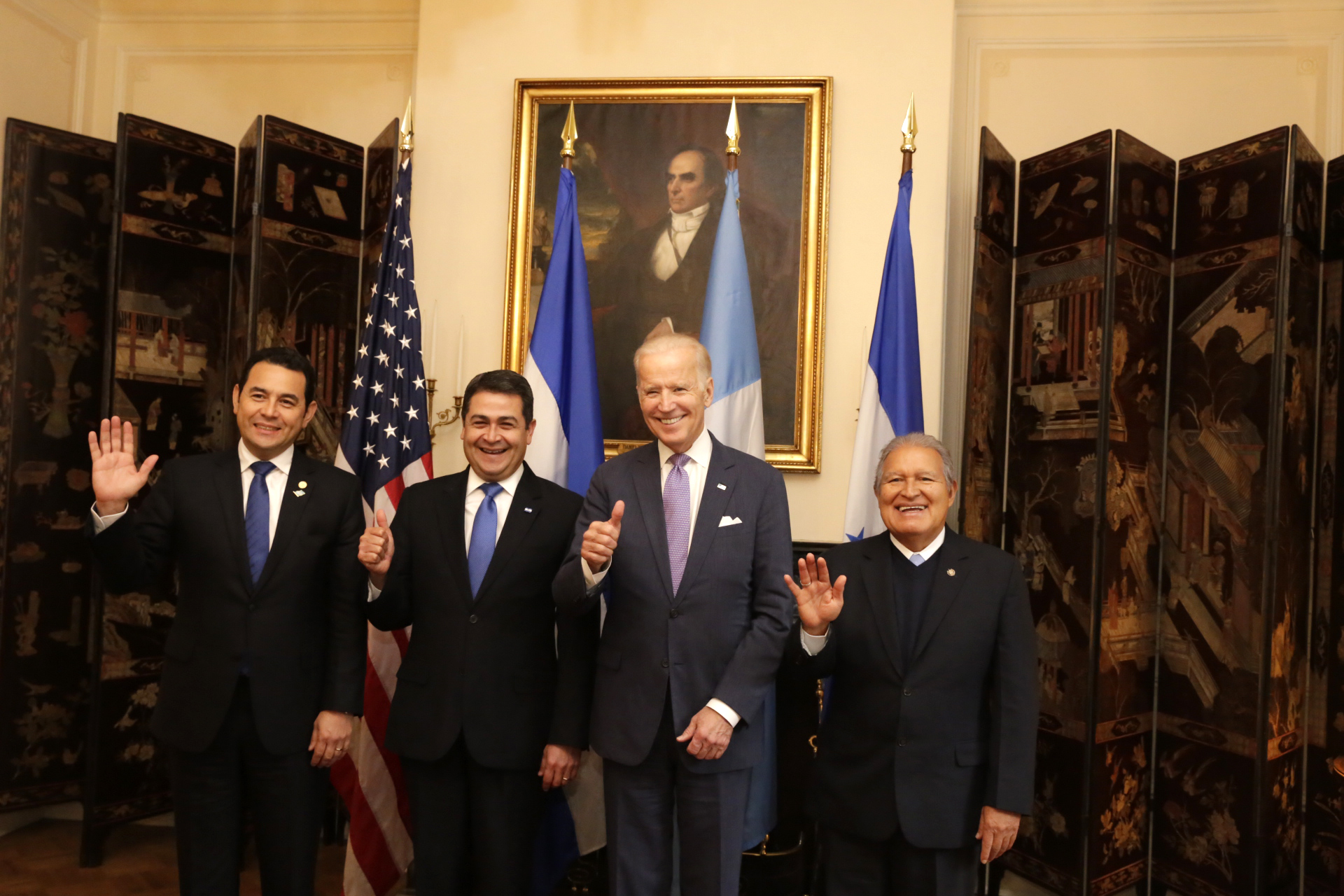
Reunión Triángulo Norte y Vicepresidente de Estados Unidos, Joseph Biden.

En cuanto a reformas sociales, los tres países han hecho esfuerzos para mejorar la calidad de vida de sus ciudadanos. En El Salvador, el presidente Nayib Bukele ha lanzado una serie de reformas para combatir la corrupción y mejorar la seguridad. La implementación del "Plan Control Territorial" ha llevado a una disminución significativa de la tasa de homicidios, aunque ha suscitado preocupaciones sobre el respeto a los derechos humanos y el equilibrio de poderes. Guatemala ha avanzado en la protección de los derechos humanos y la inclusión social, con una creciente presión de la sociedad civil y organizaciones internacionales para fortalecer las instituciones judiciales y combatir la corrupción. Los esfuerzos para mejorar la educación y la salud han sido prioridades, con el objetivo de reducir la desigualdad y mejorar el bienestar general. Honduras también ha hecho progresos en el ámbito de los derechos humanos. La creación de programas para el empoderamiento de las mujeres y la promoción de la igualdad de género son ejemplos de cómo el país está abordando temas sociales críticos. Las reformas en el sistema de justicia y la promoción de los derechos de los pueblos indígenas son pasos importantes hacia una mayor equidad social.

### Inseguridad
Esta región centroamericana fue considerada como la más mortífera del mundo, con un índice de muertes violentas superior al de zonas de guerra. Según la Organización de Naciones Unidas, en el año 2011 se registraron 39 homicidios por cada 100.000 habitantes en Guatemala, 69 en El Salvador y 92 en Honduras. Actualmente, los índices de violencia siguen imperando, pero han disminuido. En el año 2018 se registraron 22,4 homicidios por cada 100.000 habitantes en Guatemala, 51 en El Salvador y 40 en Honduras.
En el 2022, el Triángulo Norte registró un incremento en su violencia, Guatemala incremento después de 12 años de ir en descenso, y Honduras incremento su tasa después de ir a baja desde el 2011.
| N., | País        | Homicidios por 100 mil habitantes | Homicidios |
| --- | ----------- | --------------------------------- | ---------- |
| 1   | Honduras    | 38.6 / 100 mil habitantes         |            |
| 2   | Guatemala   | 27 / 100 mil habitantes           | 4.071      |
| 3   | El Salvador | 18 / 100 mil habitantes           | 1.140      |